# Тайный сыск царя Гороха

Обложка первой книги серии. В центре — Ивашов, слева — Митя; иллюстрация к моменту, когда Никита и Митька вскрывали гроб казначея Тюри

«Тайный сыск царя Гороха» — серия фантастических романов русского писателя Андрея Белянина.
Главный герой серии — младший лейтенант милиции Никита Иванович Ивашов, который попадает во времена царя Гороха, где ему поручается должность сыскного воеводы.

## Книги
- Тайный сыск царя Гороха (книга) (1999)
- Заговор Чёрной Мессы (1999)
- Летучий корабль (2000)
- Отстрел невест (2002)
- Дело трезвых скоморохов (2004)
- Опергруппа в деревне (2006)
- Жениться и обезвредить (2009)
- Ржавый меч царя Гороха (2014) — описанные в книге события соответствуют третьему по хронологии делу
- Чёрный меч царя Кощея (2015)
- Взять живым мёртвого (2017)

## Персонажи
- Никита Иванович Ивашов — в прошлом участковый, младший лейтенант Серпуховского отделения милиции города Москвы, ныне младший лейтенант милиции города Лукошкино, сыскной воевода при царе Горохе. Позднее — лейтенант милиции, старший лейтенант милиции. Родился и вырос в Москве. Учился в Саратовском юридическом институте (не окончил).
- Баба Яга — хозяйка терема, в котором расположилось отделение милиции. Позднее — эксперт-криминалист опергруппы. «..Люди поговаривали, будто она в столице лишь последние лет десять живёт, а до этого в лесу разбойничала. Не знаю… Все возможно. Возраст я у неё не спрашивал, женщина все-таки. Внешне вполне соответствует своему имени — горбата, нос крючком, зубы острые, желтые, на ногу прихрамывает, один глаз голубой, другой фиолетовый…»
- Дмитрий Степанович Лобов (Митька) — младший сотрудник опергруппы. «Росту большого, силы немереной, а ума… Лучше об этом не вспоминать. Когда мозги раздавали, Митя последний в очереди стоял! И энтузиазма немереного». К любому заданию подходит творчески. И, хотя он хочет как лучше, зачастую получается как всегда. Обожает «ломать комедию» (актёрствовать), а позже — проводить психоанализы. Имеет маму, которую очень любит.
- Царь Горох — царь царства-государства, столица которого — город Лукошкино. Любит и уважает милицию, нередко сбегая к ним. Полиглот (свободно владеет 9 иностранными языками).
- Фома Силыч Еремеев — командующий стрелецкой сотней, друг Никиты Ивановича.
- Груздев Филимон Митрофанович — думный дьяк. Служит при дворе царя Гороха. Несколько раз попадался на воровстве. Постоянно пишет на милицию кляузы и пытается её очернить. В пятой книге добился от «матушки-царицы» адвокатской власти. Влюблён в мать Митьки. Единственный второстепенный персонаж, появляющийся в каждой книге.
- Кощей Кирдыкбабаевич Бессмертный  (отчество "дано" Ивашовым, так как настоящее неизвестно)— главный враг всего Лукошкинского отделения. Мечтает захватить город и уничтожить всю лукошкинскую опергруппу. Но, как правило, благодаря Никите Ивановичу и его команде все планы Кощея оканчиваются провалом.
- Алёна — появляется в третьей книге и является бесовкой и преступницей. Никита Ивашов влюбляется в неё, она отвечает взаимностью. В пятой книге Никита освобождает её от Кощея и уносит с собой. В восьмой книге Никита и Олёна празднуют свадьбу.
- Лидия Адольфина Карпоффгаузен — австрийская принцесса, жена царя Гороха. Очень деятельная натура. Как и супруг, любит и уважает милицию.
- Отец Кондрат — батюшка, настоятель церкви Ивана-воина. Единственный, кого боится Кощей Бессмертный. Самый влиятельный богослуживец в Лукошкине.